# Babou Sowe
Alh. Babou Sowe (* 1935 oder 1936; † 29. Januar 2015 in Banjul) war ein gambischer Fußballspieler und Künstler.

## Leben
Babou Sowe war der dritte Sohn von Alh. Sulay Sowe, einem bekannten und respektierten Geschäftsmann aus der Hagan Street in Bathurst (heute Banjul), ein Erdnusshändler aus Fatoto in der Upper River Division stammte.

### Sportliche Karriere
Er begann mit dem Mannschaftsfußball, als er 1953 in der Mannschaft der St. Mary’s School als Mittelstürmer spielte. Bis Ende 1954 war er Kapitän der Schulmannschaft. In den 1950er Jahren spielte er bei den Clubs Rainbow Bathurst, Blackpool Kanifing und Starling Bathurst. Ab 1959 war er bei den Augustians Bathurst (oder Augustinians) im Kader und war dort bis 1973. Auch soll er im Wallidan Football Club gespielt haben, dem er 1969 den Namen Wallidan gab. Er spielte auch mehrere Jahre von 1966 lang für die gambische Fußballnationalmannschaft. 1965 wurde er in dieser Mannschaft für sein erstes Länderspiel gegen Guinea-Bissau ausgewählt. Als er sich vom aktiven Fußball zurückzog, wurde er Trainer der Junioren-Nationalmannschaft, die bei den regionalen Fußballmeisterschaften in jenem Jahr den Goldpokal und die Goldmedaillen für Ausdauer und Disziplin gewann; damit war er der erste Mannschaftsmanager/Trainer, der dem Land Goldmedaillen einbrachte.
Sowe war Mitglied des Verbands der Fußball-Veteranen und gehört seit mehreren Jahren dem Exekutivkomitee des Verbandes an. Er war 1957 und 1958 nacheinander Zonenmeister im Boxen für BANJUL CENTRAL, 1960 Finalist und diente als Schatzmeister im ersten Exekutivkomitee des Nationalen Boxverbandes, als dieser 1993 gegründet wurde. Dieser sportliche Allrounder hatte auch mit dem Radsport zu tun: Von 1960 bis 1963 war er Klubmeister im Radsport und trat für den Banjul Roxy Vous Club an. Er war auch in der 4-mal-100-Meter-Leichtathletikstaffel seines Clubs, die bei der Veranstaltung am MacCarthy Square mehrere Trophäen gewann.
Als Präsident von Roxy Vous fand 1963 der erste organisierte Schönheitswettbewerb in Gambia statt. Die Miss Banjul war 1963 der erste organisierte Schönheitswettbewerb in Gambia, als Sowe Präsident von Roxy Vous war, und dieser Wettbewerb wurde von Miss Joanna Jahumpa aus der damaligen Hagan Street gewonnen.

### Künstlerische Karriere
Sowe war neben Fußballspieler ein und Künstler und vertrat Gambia bei vielen Gelegenheiten bei kulturellen Aktivitäten im Ausland. Er war Mitglied des Banjul Drama club, danach des National Drama. Er hat zur Entwicklung der Kultur beigetragen und war der Moderator der berühmten wöchentlichen Sendung „Banjul Demba“, die jeden Mittwochnachmittag um 16 Uhr im West Coast Radio ausgestrahlt wurde.
Sowe starb 79-jährig im Edward Francis Small Teaching Hospital in Banjul. Hunderte von Menschen nahmen an seinem Begräbnis und seiner Beerdigung auf dem Old Jeshwang cemetery teil.

## Auszeichnungen und Ehrungen
- 2001: Aufnahme in die Sports Hall of Fame[2]
- 2015: Auszeichnung der Sports Journalists’ Association of The Gambia (SJAG) (postum)[4]